# Каліпсо (газове родовище)
Каліпсо — офшорне газове родовище у Середземному морі в економічній зоні Кіпру. Розташоване у блоці 6, правами на розвідку в якому володіє консорціум італійської Eni та французької Total (по 50 % у кожної).

## Опис
Родовище відкрили у лютому 2018 року внаслідок спорудження буровим судном Saipem 12000 свердловини Calypso-1. Закладена в районі з глибиною моря 2074 метри вона має довжину 3827 метрів та пройшла через газонасичені інтервали у породах міоцену та крейдового періоду. Останній вирізняється особливо гарними характеристиками резервуару.
Каліпсо лежить за 80 км на північ від виявленого у єгипетській економічній зоні гігантського родовища Зохр. Результати буріння Calypso-1 підтвердили поширення такої ж  продуктивної формації, в якій відкрито Зохр, до кіпрського сектору.
Можливо відзначити, що Каліпсо стало другим кіпрським офшорним родовищем після Афродіти. У проміжку між їх відкриттями у водах Кіпру спорудили три невдалі розвідувальні свердловини, лише одна з яких виявила газовий поклад, який втім був визнаний некомерційним через малий об'єм ресурсів (приблизно 14 млрд м3).